# Rémy (rappeur)
Pour les articles homonymes, voir Rémy (homonymie).
Rémy, de son nom complet Rémy Camus, né le 13 janvier 1997 au Blanc-Mesnil, est un rappeur français originaire d'Aubervilliers, en Seine-Saint-Denis,.

## Biographie

### Débuts dans le rap
Rémy naît le 13 janvier 1997 d'un père ouvrier à la chaîne et d'une mère gardienne d'immeuble à la cité du Pont-blanc à Aubervilliers, en Seine-Saint-Denis, où il grandit. Il écrit ses premiers textes de rap à l'âge de 10-11 ans. Alors étudiant en première année de bac pro vente au lycée Suger de Saint-Denis, Rémy prend la décision de mettre fin à ses études pour se consacrer à une carrière dans le hip-hop. Il est repéré par le rappeur emblématique du groupe Tandem, et concitoyen, Mac Tyer, qui lui accorde une piste en solo sur son album Banger 3. Le succès que rencontre son premier single J'ai vu lui vaut d'être signé sur le label Def Jam France. Le 28 juillet 2017, Rémy sort son deuxième single intitulé On traîne.

### C'est Rémy, premier album (2017-2018)
Rémy dévoile tour à tour les titres Je te raconte, Comme à l'ancienne, Rappelle-toi et Un peu ivre, avant de sortir son premier album studio, intitulé C'est Rémy, le 23 mars 2018.
C'est Rémy s'écoule à 10 191 exemplaires vendus au cours de sa première semaine d'exploitation. Lors d'une interview accordée au quotidien suisse 20 Minutes, Rémy rapporte que l'album s'est vendu à plus de 40 000 exemplaires entre mars et octobre 2018. L'album est finalement certifié disque d'or le 5 août 2019.

## Discographie

### Singles
- 2017 : J'ai vu
- 2017 : On traîne
- 2017 : Comme à l'ancienne (feat. Mac Tyer)
- 2017 : Je te raconte
- 2018 : Rappelle-toi
- 2018 : Un peu ivre
- 2018 : Bella Ciao
- 2019 : Friendzone
- 2019 : Comme en Serbie
- 2019 : Motel (feat. Mac Tyer & Dinero)
- 2019 : Slalom
- 2019 : Repeat
- 2020 : Alibi (feat. Leto)  Or[16]
- 2020 : Olala
- 2020 : Sur la côte
- 2021 : Tout va bien (feat. Ysos)
- 2021 : M3 M4 Compétition

### Apparitions
2018 :
- Oxmo Puccino avec Pit Baccardi, Jazzy Bazz, Rémy & Demi Portion - 24 heures à vivre (Remix 2018) (sur l'édition collector de l'album Opéra Puccino d'Oxmo Puccino)
- Rémy, Hornet la Frappe & Kalash Criminel - La maille (sur la compilation 93 Empire)
- Sinik - Enfants terribles (sur l'album Invincible de Sinik)
- Mac Tyer - Parlement (sur l'album C'est la street mon pote de Mac Tyer)
- Mac Tyer - Nouvelle époque (sur l'album C'est la street mon pote de Mac Tyer)

2019 : 
- Dibson - Moscou (sur l'album Tous les jours de Dibson)

2020 : 
- Rémy & Larry - Grammes (sur la BO de Validé)
- Madame Monsieur - Malavita (sur l'album Tandem de Madame Monsieur)
- Mous-K - Anonymat (sur l'album Tour 23 de Mous-K)
- 2G feat. Mac Tyer, Ikyass, Rémy - Sauver (sur l'EP C'est léger de 2G)
- Médine feat. Koba LaD, Larry, Pirate, Rémy & Oxmo Puccino - Grand Paris 2 (sur l'album Grand Médine de Médine)
- Le classico organisé avec Tony La Famille, Rémy, LIM, Jul, Hollis l'Infâme, joker, R.E.D.K. et Dinor Rdt - Oh mama oh (sur l'album Le classico organisé)
- Sasso - Tout donner (sur la mixtape Enfant2LaRue Vol.1 de Sasso)
- Kanoé - 1993 (sur l´EP Savies de Kanoé)

2022 : 
- Da Uzi - Y'a quoi